# Plan de San Luis, Oaxaca
Plan de San Luis är en ort i Mexiko.   Den ligger i kommunen Santiago Jocotepec och delstaten Oaxaca, i den sydöstra delen av landet, 400 km sydost om huvudstaden Mexico City. Plan de San Luis ligger 126 meter över havet och antalet invånare är 422.
Terrängen runt Plan de San Luis är kuperad åt nordväst, men åt sydost är den platt. Terrängen runt Plan de San Luis sluttar österut. Runt Plan de San Luis är det ganska glesbefolkat, med 24 invånare per kvadratkilometer. Närmaste större samhälle är Playa Vicente, 14,2 km öster om Plan de San Luis. Omgivningarna runt Plan de San Luis är en mosaik av jordbruksmark och naturlig växtlighet.